# Matt Cameron
Matthew David (Matt) Cameron (San Diego, 28 november 1962) is een Amerikaans muzikant. Hij is voornamelijk bekend als drummer van Pearl Jam en Soundgarden.

## Bands
Na eerst gedrumd te hebben bij de uit Seattle afkomstige bands Bam Bam en Skin Yard, werd hij bekend als drummer van Soundgarden, waarin hij speelde van 1986 tot en met 1997. In 1998 werd Cameron uitgenodigd door Pearl Jam om mee te gaan op hun Yield-tournee ter vervanging van Jack Irons. Hij werd een permanent bandlid en al snel de langstzittende drummer van Pearl Jam. In 2010 kwam Soundgarden weer bij elkaar en maakte Cameron ook daar weer deel van uit. In 2017 bracht hij zijn soloplaat 'Cavedweller' uit.
Verder was Cameron drummer van Hater en Wellwater Conspiracy, twee bands die hij met Soundgarden-bassist Ben Shepherd vormde als nevenprojecten, waarin hij bij laatstgenoemde ook als zanger actief was.
Daarnaast speelt Cameron samen met Ben Shepherd in Ten Commandos. Alain Johannes (Queens Of The Stone Age) maakt tevens deel uit van deze band.

## Biografie
Cameron werd geboren en groeide op in San Diego waar hij begon te drummen toen hij negen jaar oud was. In 1978 deed hij onder het pseudoniem 'Foo Cameron' de zang in het nummer "Puberty Love", dat te horen is in de jaren zeventig cultfilm Attack of the Killer Tomatoes.
In 1983 verhuisde hij naar Seattle, waar hij ging drummen in de bands Bam Bam en feeDBack. In 1985 kwam hij bij de band Skin Yard, een band die gezien wordt als een van de pioniers van de grunge. Met Skin Yard bracht hij twee nummers uit op de Deep Six-compilatie en maakte hij het debuutalbum Skin Yard uit 1986.
Op de in 2019 door het tijdschrift Rolling Stone gepubliceerde ranglijst van 100 beste drummers in de geschiedenis van de popmuziek kreeg Matt Cameron de 52e plaats toegekend.

## Soundgarden
Cameron had zich dusdanig in de kijker gespeeld in de muziek-scene van Seattle dat Soundgarden hem in september 1986 als vervangend drummer koos voor Scott Sundquist. Soundgarden groeide uit tot een van de grondleggers van grunge, een subgenre van alternatieve rock afkomstig uit Seattle. Evenals Melvins was Soundgarden een van de eerste bands die punkrock wisten te combineren met heavy metal à la Black Sabbath.
Na eerst enkele platen (waaronder hun debuutalbum Ultramega OK uit 1988) op de indie-platenlabels Sub Pop en SST Records te hebben uitgebracht, werd Soundgarden de eerste grungeband die tekende bij een groot label. Hun tweede album Louder Than Love werd in 1989 uitgebracht door A&M. Nadat de bands Nirvana en Pearl Jam grunge populair maakten bij het grote publiek werd ook Soundgarden bekend bij het mainstream-publiek en werd hun album Badmotorfinger uit 1991 multi platinum. De band brak internationaal door met Superunknown uit 1994, dat de twee Grammy-winnende singles "Black Hole Sun" en "Spoonman" bevatte en uiteindelijk het grootste succes van de band zou zijn.
Soundgarden's laatste album uit de jaren'90 was Down on the Upside uit 1996, een album waarop de band afweek van hun grunge-stijl en experimenteerde met een andere sound. Wereldwijd verkocht de band meer dan twintig miljoen albums. Vanwege muzikale meningsverschillen ging de band in april 1997 uit elkaar. In 2010 kwamen de bandleden weer bij elkaar voor een reünie van de band en brachten ze in 2012 King Animal uit, hun eerste studioalbum sinds 1996.

## Pearl Jam
Meer dan een jaar na de uiteenval van Soundgarden in 1997 werd Cameron in de zomer van 1998 uitgenodigd door Pearl Jam om mee te gaan op hun Yield-tournee, nadat hun drummer Jack Irons de band verlaten had vanwege gezondheidsproblemen. Cameron had eerder met de leden van de band samengewerkt voor de gelegenheidsband Temple of the Dog. Toen Mike McCready en Stone Gossard in 1990 de eerste nummers voor (de later zo genoemde band) Pearl Jam schreven was Cameron bereid om af en toe mee te spelen.
Aanvankelijk werd Cameron in 1998 als tijdelijke vervanger bij de band gehaald, maar al tijdens de tour werd hem gevraagd om een permanent bandlid te worden. Cameron is sindsdien de langstzittende drummer van de band. Tot op heden maakte hij met Pearl Jam zeven albums: Binaural (2000), Riot Act (2002), Pearl Jam (2006), Backspacer (2009), Lightning Bolt (2013), Gigaton (2020) en Dark Matter (2024). In 2025 verliet hij de band.